# Revolvergebiss

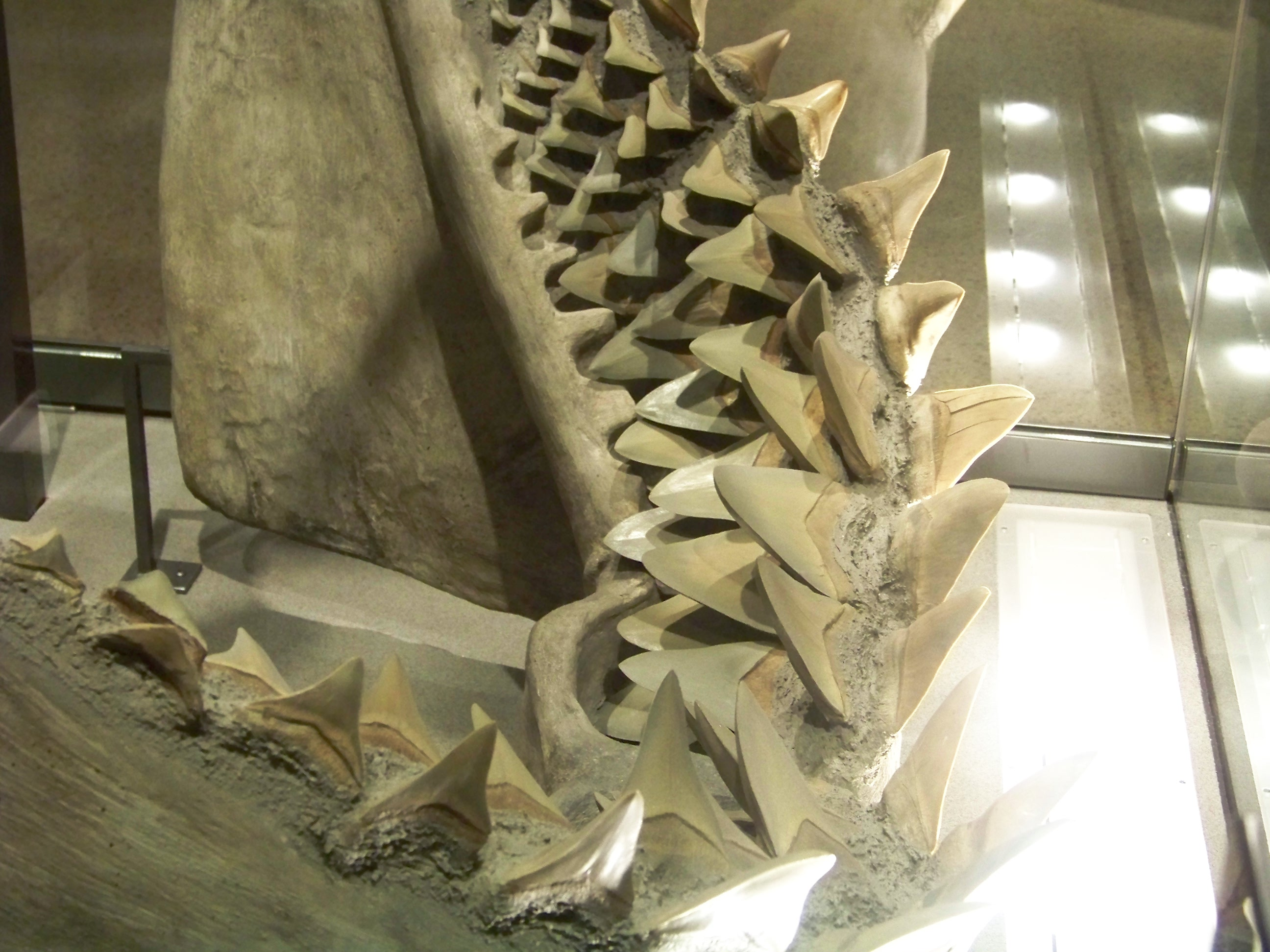
Gebiss (Rekonstruktion) des fossilen Hais Megalodon (Otodus megalodon). Die verschiedenen Stadien der nachrückenden Zähne sind erkennbar.

Revolvergebiss ist die Bezeichnung für das bei Haien typische mehrreihige Gebiss.
Bei Haien wachsen die wurzellosen Zähne auf der Innenseite des Kiefers beständig nach, so dass hinter jedem vorderen Zahn im Zahnbogen mehrere Folgezähne (beim Bullenhai sieben) in verschiedenen Entwicklungsstadien stehen. Die Zähne in den vordersten Reihen stehen senkrecht im Kiefer, die hinteren liegen zunächst an und richten sich im Laufe ihrer Entwicklung allmählich auf, wobei der vorderste Zahn letztlich ausfällt. Dem hochbelasteten Haigebiss brechen öfter einzelne Zähne im Nutzstadium aus; die Lücke bleibt aber durch die fortdauernde Erneuerung nicht lange bestehen.
Das Zahnwechselintervall ist je nach Haiart acht Tage bis einige Monate und verläuft an jeder Zahnposition unabhängig. Eine Ausnahme bilden die Zigarrenhaie, bei denen alle Zähne gleichzeitig wechseln.

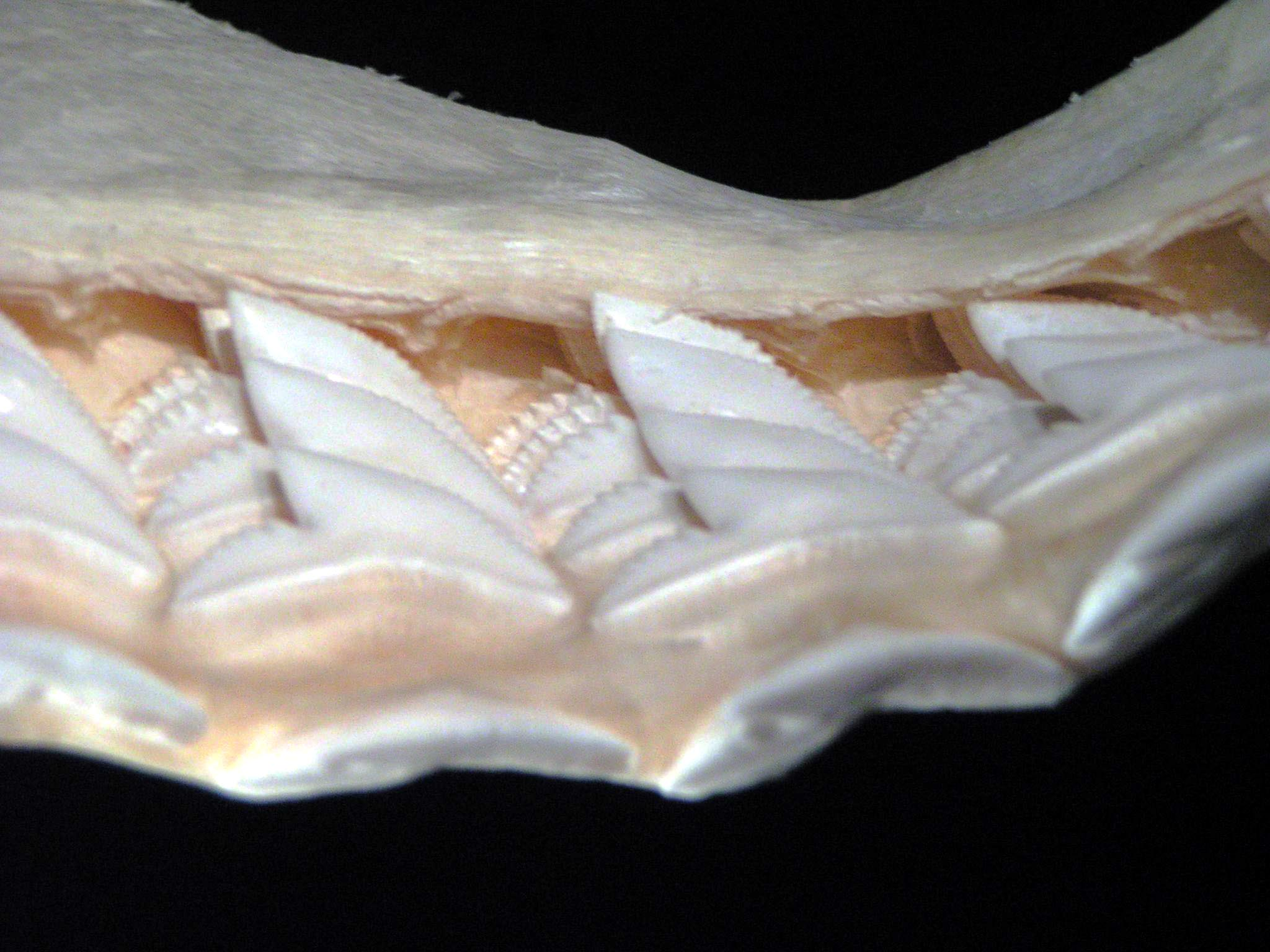
Gebiss eines Tigerhais
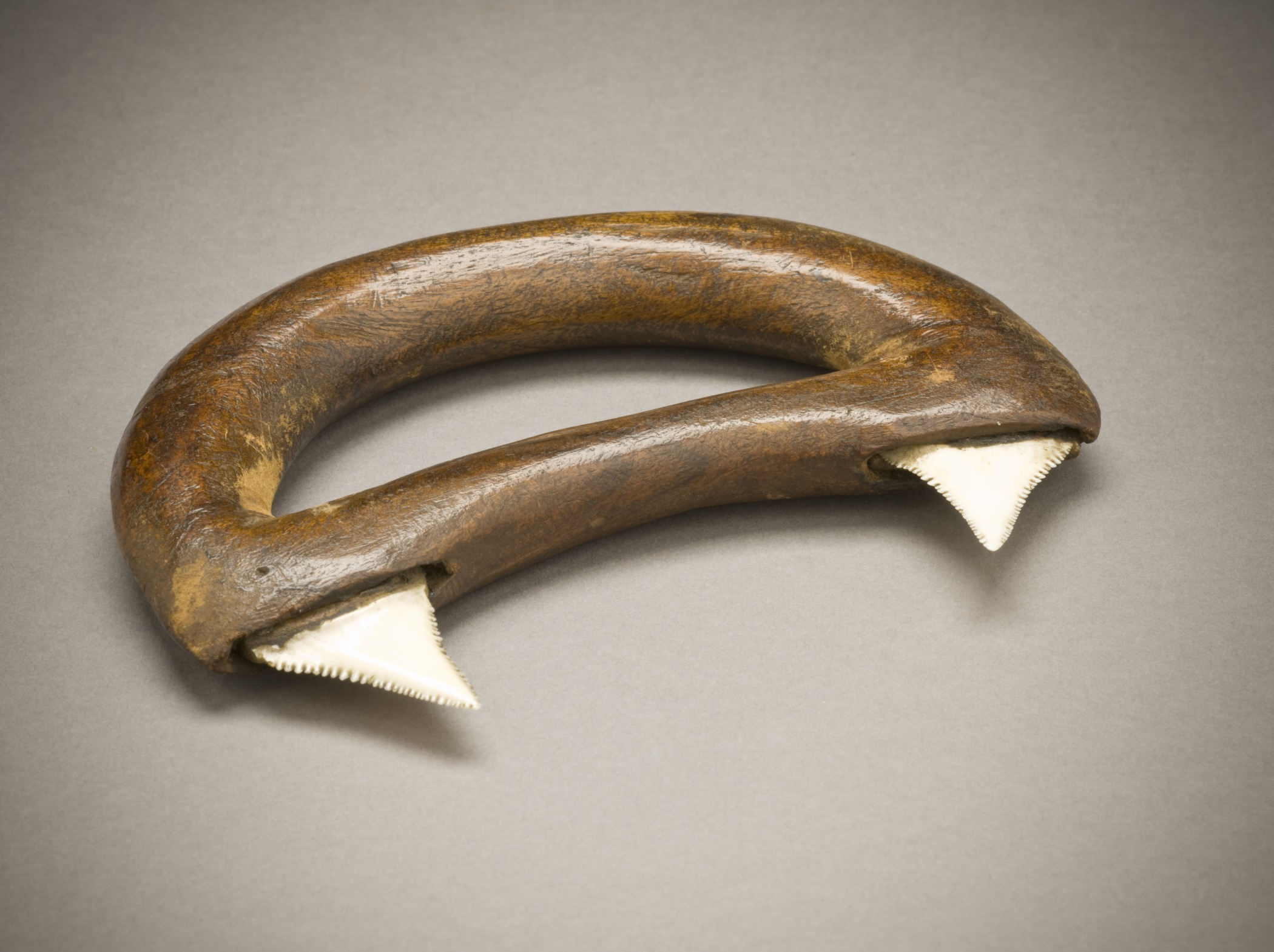
Haizahnschlagring

Da Haie wegen ihres Revolvergebisses eine große Zahl von Zähnen hervorbringen, gehören fossile Haizähne zu den besonders häufig gefundenen Versteinerungen.

## Verwendung
In Teilen Ozeaniens wurden Haizähne für Haizahnschlagringe verwendet.
Das Haigebiss ist ein bekanntes Nose-art-Motiv.